# Francesco Sartori
Francesco Sartori (1957- ...) est un compositeur italien, principalement connu pour avoir écrit Con te partirò, tube international, chanté pour la première fois par Andrea Bocelli.